# Снятин
Сня́тин — місто в Україні на Покутті, адміністративний центр Снятинської міської громади Коломийського району Івано-Франківської області. Є найбільш східним населеним пунктом Прикарпаття.

## Географія
Місто розташоване на південному сході Івано-Франківської області, за 92 км від обласного центру, на лівому березі річки Прут, на кордоні з Буковиною. За 5 км на південь від міста проходить залізнична колія Львів — Чернівці. У місто є чотири заїзди — зі сторони Коломиї (захід), — з напрямку Чернівців (схід), — з напрямку Городенки (північ), — з напрямку Косова (південь).

## Історія
Перша історична згадка про Снятин датується 1158 роком (Іпатіївський літопис). Назва міста походить від імені його власника — воєводи Костянтина (Коснятина) Сірославича, знатного боярина при дворі галицького князя Ярослава Осмомисла.
Після переходу Галичини під владу польського короля Казимира III (1349) Снятин став центром староства. Першим старостою був Отто з Ходеча (або з Ходча, Ходецький). Тривалий час старостами у Снятині були представники роду шляхтичів Бучацьких, зокрема, Міхал «Мужило» Бучацький, його син Міхал, внук Давид. E Снятині під угодою, укладеною з молдавським канцлером Міхаєм (Михайлом), підписалися як свідки, зокрема, Бартоломей Язловецький (Бучацький) разом з снятинським та коломийським старостою — стрийком Михайлом «Мужилом» Бучацьким.
Місто перетворюється на важливий торговельний центр зі щорічними ярмарками; 1448 року отримує магдебурзьке право.
У XVI—XVII століттях Снятин неодноразово потерпав від татарських набігів. Особливо спустошливими вони були в 1498, 1520—1524, 1589, 1594 та 1621 роках.
1457 року селяни-повстанці під проводом Лева захопили Снятин, але невдовзі зазнали поразки.
У 1490—1492 роках місто опиняється в зоні нового селянського повстання під проводом Івана Мухи (деякі історики вважають його місцевим виходцем). Влітку 1490 року біля міста Рогатин королівськими військами були розбиті основні сили повстанців, а залишки їх, на чолі з Мухою, відступили на Покуття в райони Коломиї і до Снятина, а потім у ліси Північної Буковини.
У місті під час дороги до Кракова для сходження на трон Речі Посполитої зупинявся король Стефан Баторій. 3 квітня 1576 р. Ян Димітр Соліковський (пізніший львівський латинський архієпископ) мав авдієнцію короля в місті, під час якої сказав, що «тільки католицька віра є утвердженням Польського королівства».
1594 року татари спалили місто під час нападу на Галичину через прорахунки коронного комадування.
1646 року міщани Снятина піднялись на акції протесту через відібрання старостою Пйотром Потоцьким решток вольностей міщан (вислали делегацію до короля зі скаргою на нього та підстаросту Марціна Кобилянського). Відмовляючись платити податки старості, частина снятинців переселилась на інший берег Пруту, 5 серпня 1646 року під керівництвом Василя Цинти здобули місцеву церкву. Ситуацію змінили волоські драгуни П. Потоцького. Після повернення делегації снятинців з королівським ґлейтом від помсти старости на 6 місяців повстанці 2 листопада оволоділи містом з ратушею, примусили райців відмовитись від присяги старості. Провідника повстання В. Цинту піймали драгуни Потоцького, скоро заволоділи й містом. Король Владислав IV видав універсал для повстанців, яким наказував коритись Потоцькому, поки суд не розгляне суперечку. Було укладено угоду, за якою взамін 1000 золотих на утримання залоги міщани будуть вільними від стацій содатських. Потоцький видержавив маєтки снятинського староства (згода короля від 11 лютого 1647 року) на 4 роки Яну Левському за 28 000 золотих.
За часів Хмельниччини в околицях Снятина діяли повстанські загони Леся Березовського, Микити Горбачека, Григорія Угорницького. 1665 року повстанці штурмом здобули місто і зруйнували Снятинський замок.
Снятин був розташований на кордоні з Молдовою, тому саме тут діяла головна митниця на Молдавському торговельному шляху. Наприкінці XVI століття у Снятині проживали ремісники 15 професій. Розвиткові ремесел сприяли вірмени, які почали заселяти місто з 1628 року, а розвиткові сільського господарства сприяли німці, які прибули з Баварії, Бадена, Вюртемберга, Нассау у 1777—1787 роках (після того, як 1772 року за першим поділом Польщі Галичина потрапила під владу Габсбургів, під якою була до 1918 року). До 1939 року Снятин був повітовим містом.

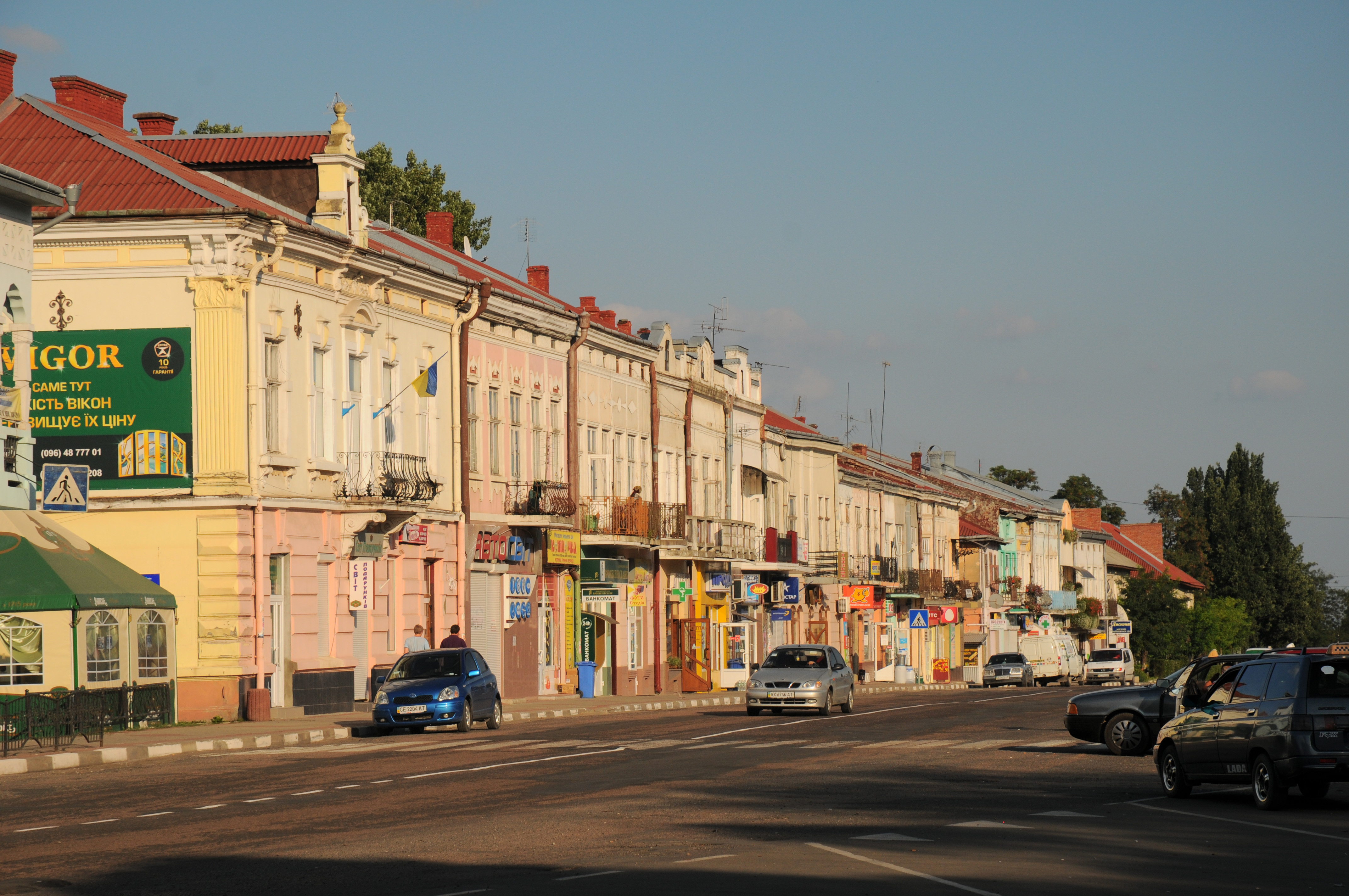
Вулиця Шевченка

Під час Барської конфедерації 22 травня 1768 р. Йоахім Потоцький на чолі 400 вояків напав на місто.
5 листопада 1790 року грамотою цісаря Леопольда ІІ для Снятина було затверджено герб: на блакитному тлі — срібний глухий фортечний мур з трьома вежами, на якому золота літера «S» (символіка герба, вочевидь, нагадувала про назву міста).
Наприкінці 1793 року дідичка Катажина з Потоцьких Коссаковська через погіршення стосунків з представниками австрійської влади мала від них попередження про можливість позбавлення прав на місто.
1812 року з Монастириська до Снятина було перенесено Монастириську тютюнову фабрику.
На півночі покутського міста Снятина у 1830-х роках виникла німецька колонія Августдорф зі своїм самоврядуванням, храмом й школою, славився землеробами, візниками й ковалями та теслями. Самі ж були політично нейтральними. У жовтні 1939 року, в ході встановлення радянського режиму в Галичині, жителі колонії Августдорф, відповідно з пактом Молотова — Ріббентропа, були депортовані з Августдорфа на етнічні землі. За декілька місяців колонія офіційно припинила своє існування і стала вулицею Гоголя. У 1945—1947 роках цю місцевість оселили українці із Закерзоння — замішанці й лемки.
У березні 1881 року священик Теофіл Кобринський організував у Снятині першу українську читальню, яка 1899 року перетворилася на філію товариства «Просвіта». У наступні роки на теренах Снятинщини виникають товариства «Січ», «Боян», «Просвіта», «Союз українок». На початку ХХ століття на місцевих вічах двічі виступав Іван Франко. 1903 року місто відвідав класик української музики М. Лисенко. На знак пошани до місцевих майстрів музичного мистецтва, він подарував ноти одного із своїх творів з автографом Івану Гоїву — дяку і диригенту церковного та міського хорів Снятина. Найперший пам'ятник Тарасу Шевченку на Снятинщині побудували у 1914 році у селі Микулинцях. Того ж року, під час одного з шевченківських свят, Василь Стефаник виступав на вічі перед кількатисячною громадою міста і селян довколишніх сіл.
У вересні 1939 року місто вперше було окуповане радянськими військами. У 1939—1941 роках на території міста та села Микулинці розміщувався 269-й корпусний артилерійський полк 12-ї армії РСЧА.
30 червня (за іншими даними 1 липня) 1941 року місто було зайняте угорськими військами, а згодом передане під контроль Третього Рейху.
У часи німецької окупації в місті розміщувалось єврейське гетто і в ході етнічних чисток загинуло близько 5 тисяч жителів іудейського віросповідання. 31 березня 1944 року місто було повернуто під радянський контроль.
1978 року приєднано до міста приміські села Микулинці (південно-західна частина міста) і Кулачин (південно-східна). З середини 1980-х рр. виникає останній м-рн Снятина — Поле Чудес.
Після втрати містом значення райцентру в 2020 році основна увага новоутвореної ОТГ була сфокусована на посилення співпраці між Снятином і навколишніми селами громади.

## Пам'ятки історії та культури
- Снятинська ратуша — одна з найвищих в Україні (висота вежі — 50 метрів). Її будівництво розпочалося в 1861 році і тривало майже 40 років
- Русівський літературно-меморіальний музей Василя Стефаника (відкритий 1941 року)
- Пам'ятник Василеві Стефанику (письменник більшу частину життя прожив у с. Русів Снятинського району)
- Літературно-меморіальний музей Марка Черемшини в будинку, де він жив і працював у 1912—1927 рр. (відкритий 1949 року)
- Могила Марка Черемшини на місцевому цвинтарі
- Пам'ятник письменнику Марку Черемшині
- Художньо-меморіальний музей Василя Касіяна
- Пам'ятник Василеві Касіяну
- Пам'ятник Степану Бандері[14]
- Пам'ятник Михайлові Бажанському
- Музей культури і книги Покуття, відкритий 2012 року
- Церкви XVIII століття та 1838 р.
- Костел Успіння Пречистої Діви Марії з дзвіницею
- Вірменська церква Успіння Пресвятої Богородиці XVIII ст.
- Будинок товариства «Сокіл», кінець XIX ст.
- Будівля повітової ради другої половини XIX ст.

## Галерея

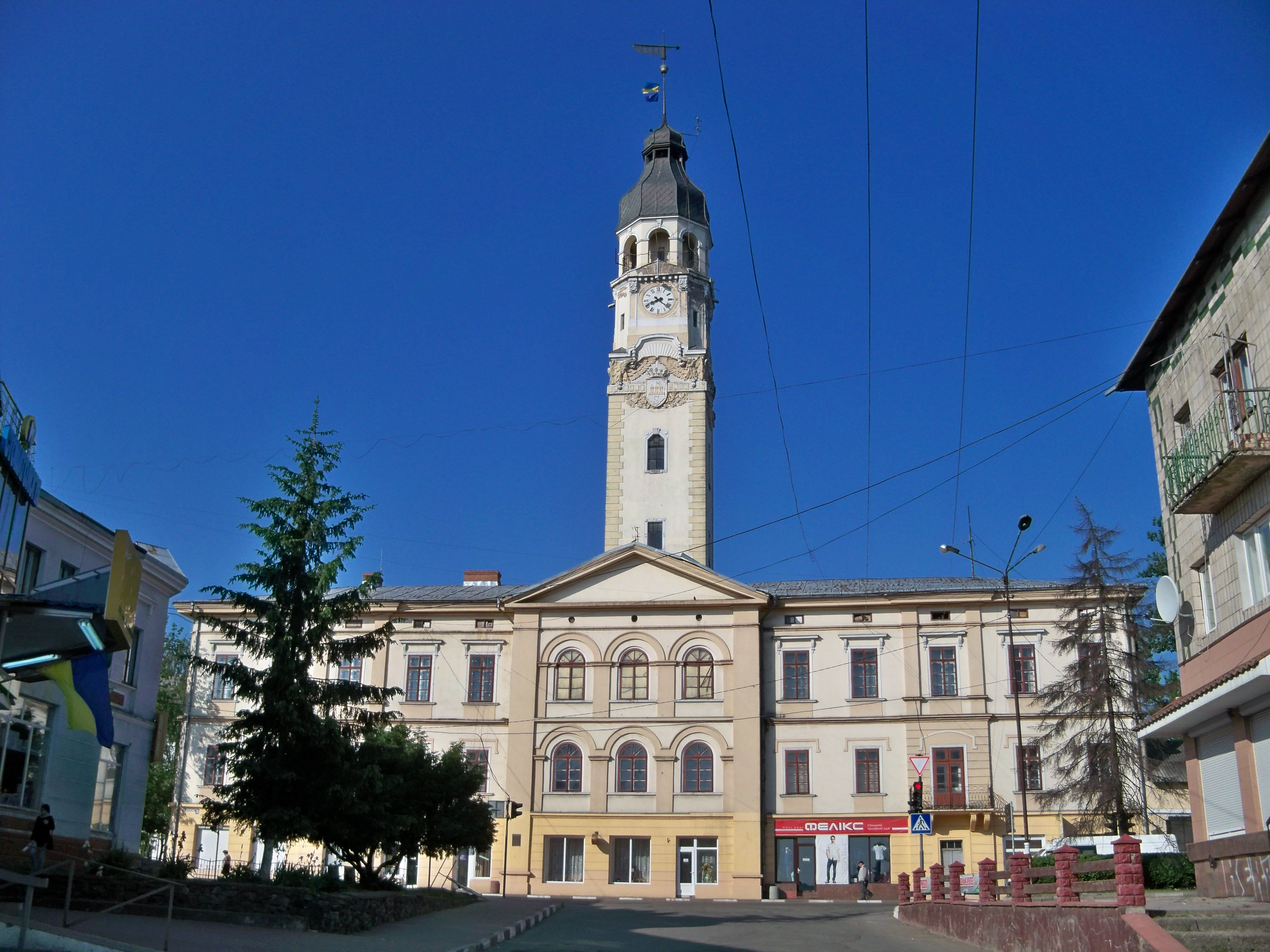
Снятинська ратуша
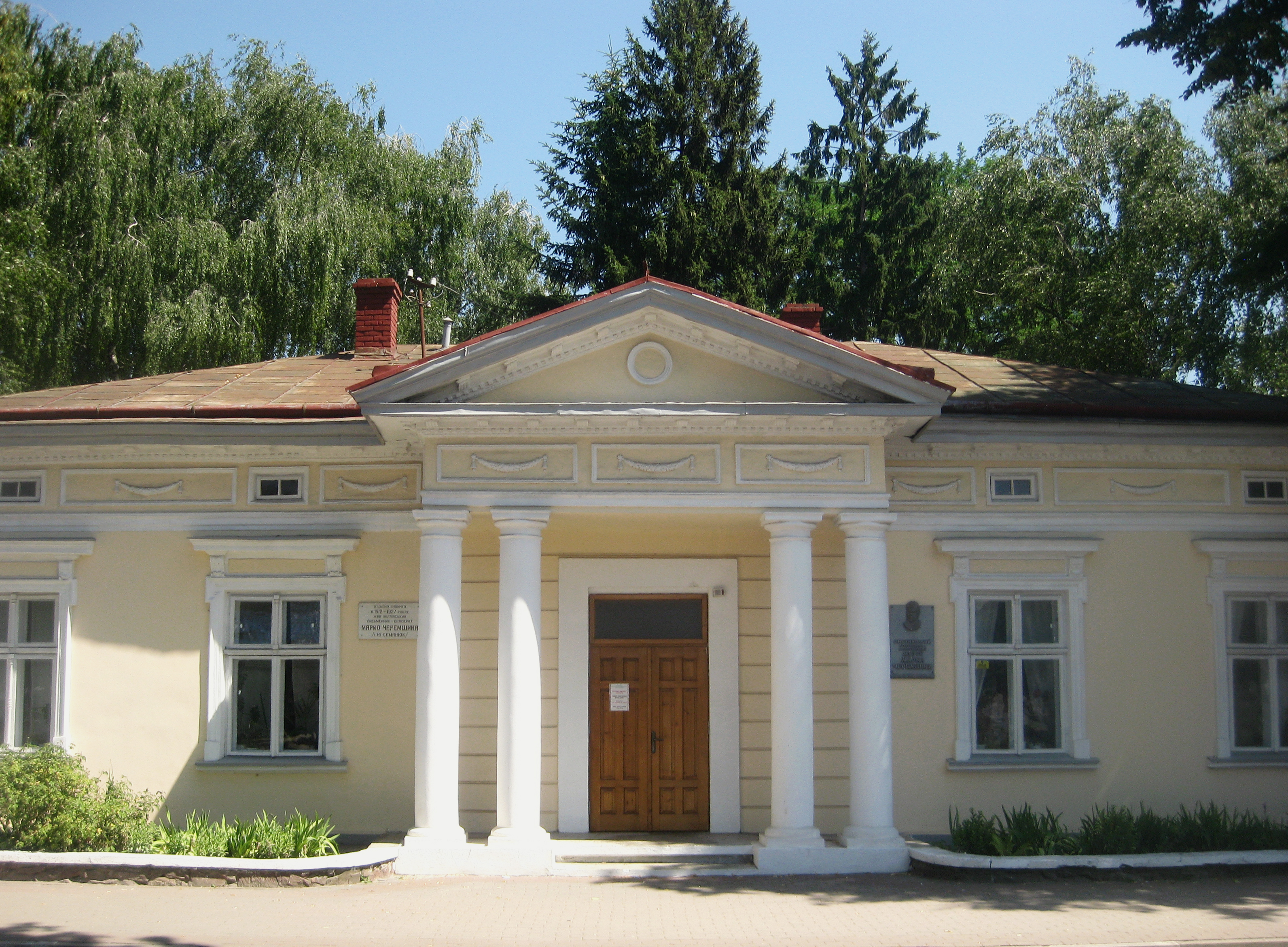
Музей Марка Черемшини
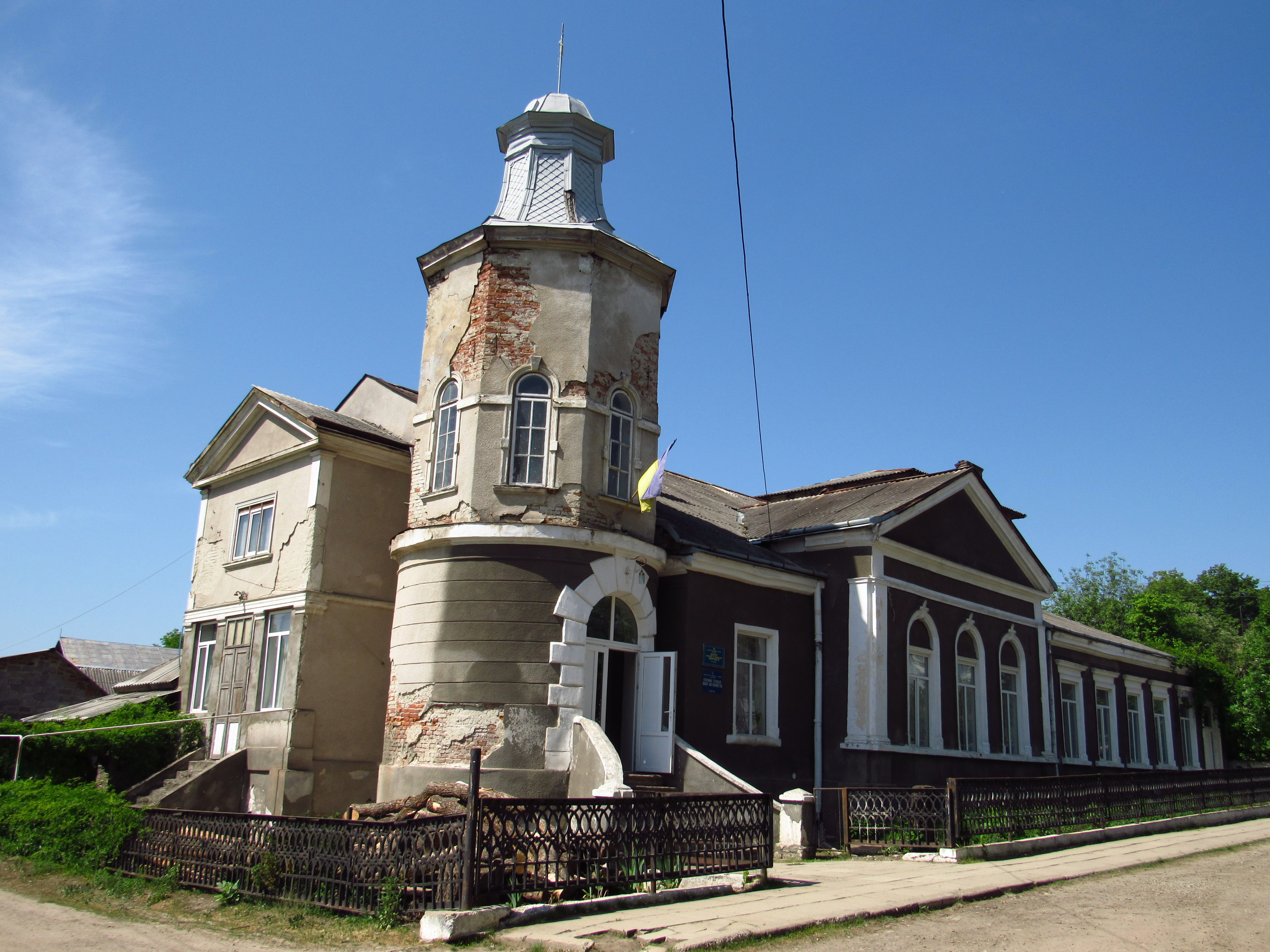
Будинок товариства «Сокіл»
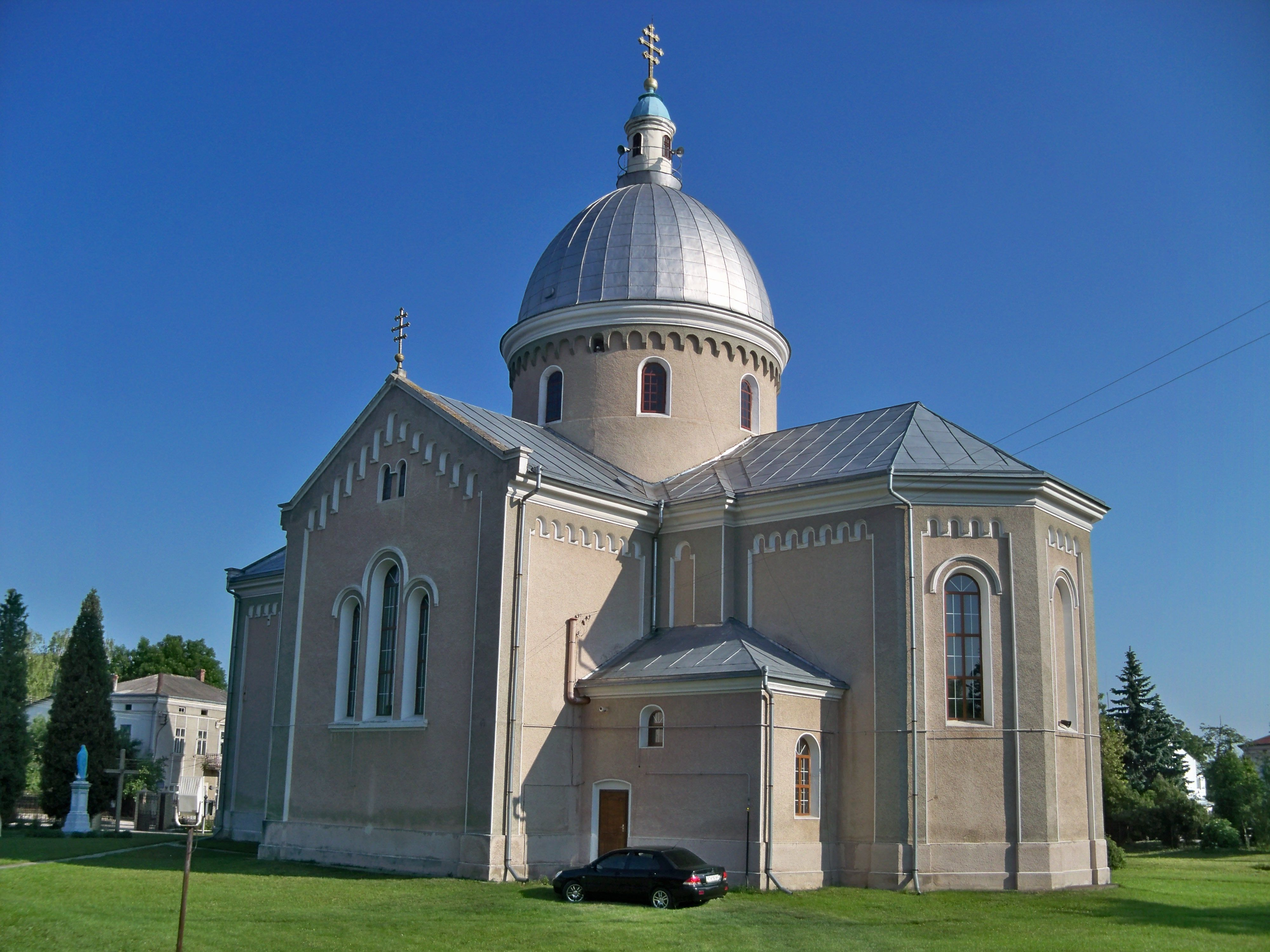
Церква Михайлового Чуда
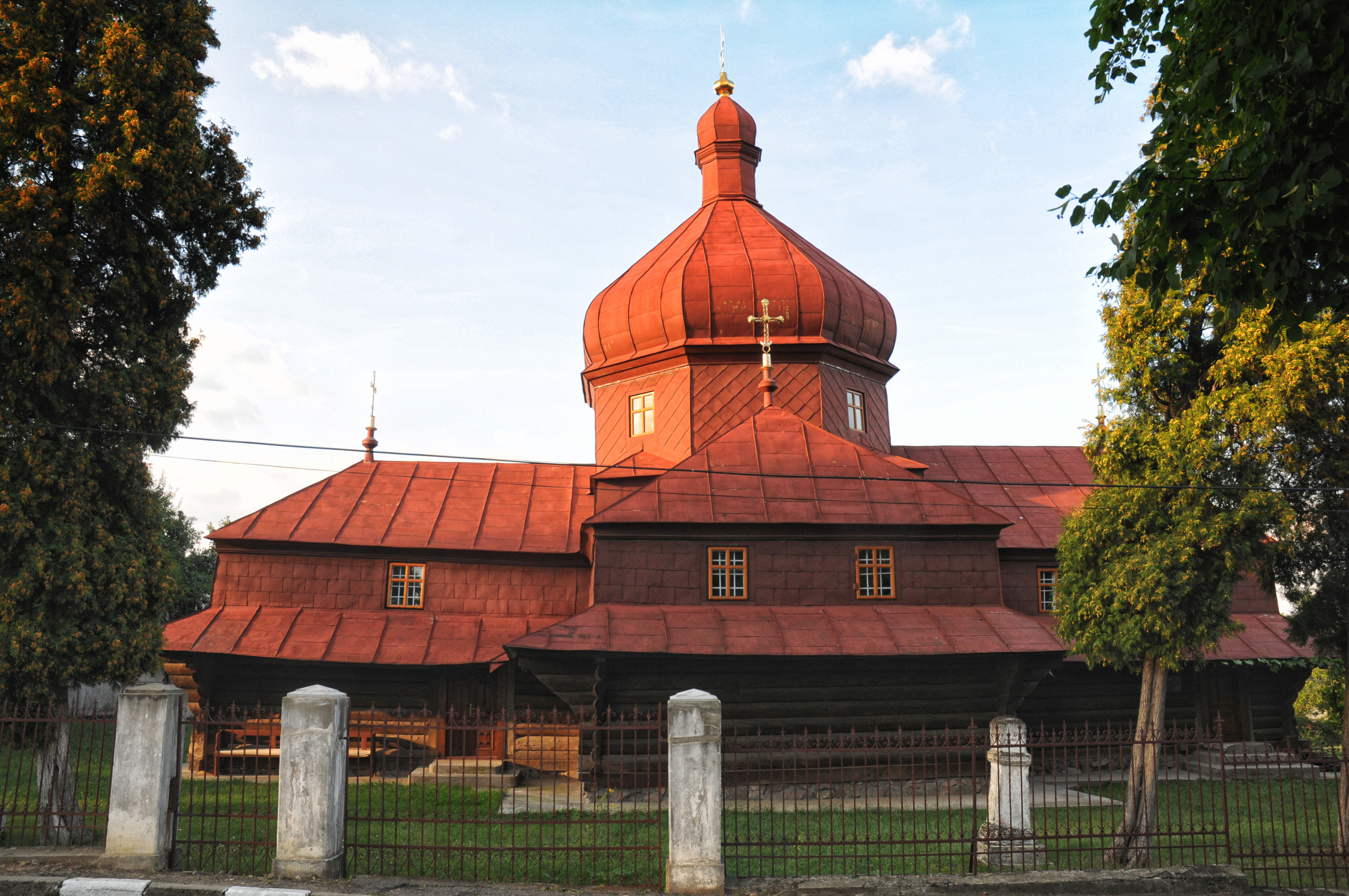
Свято Вознесенська церква (ПЦУ)
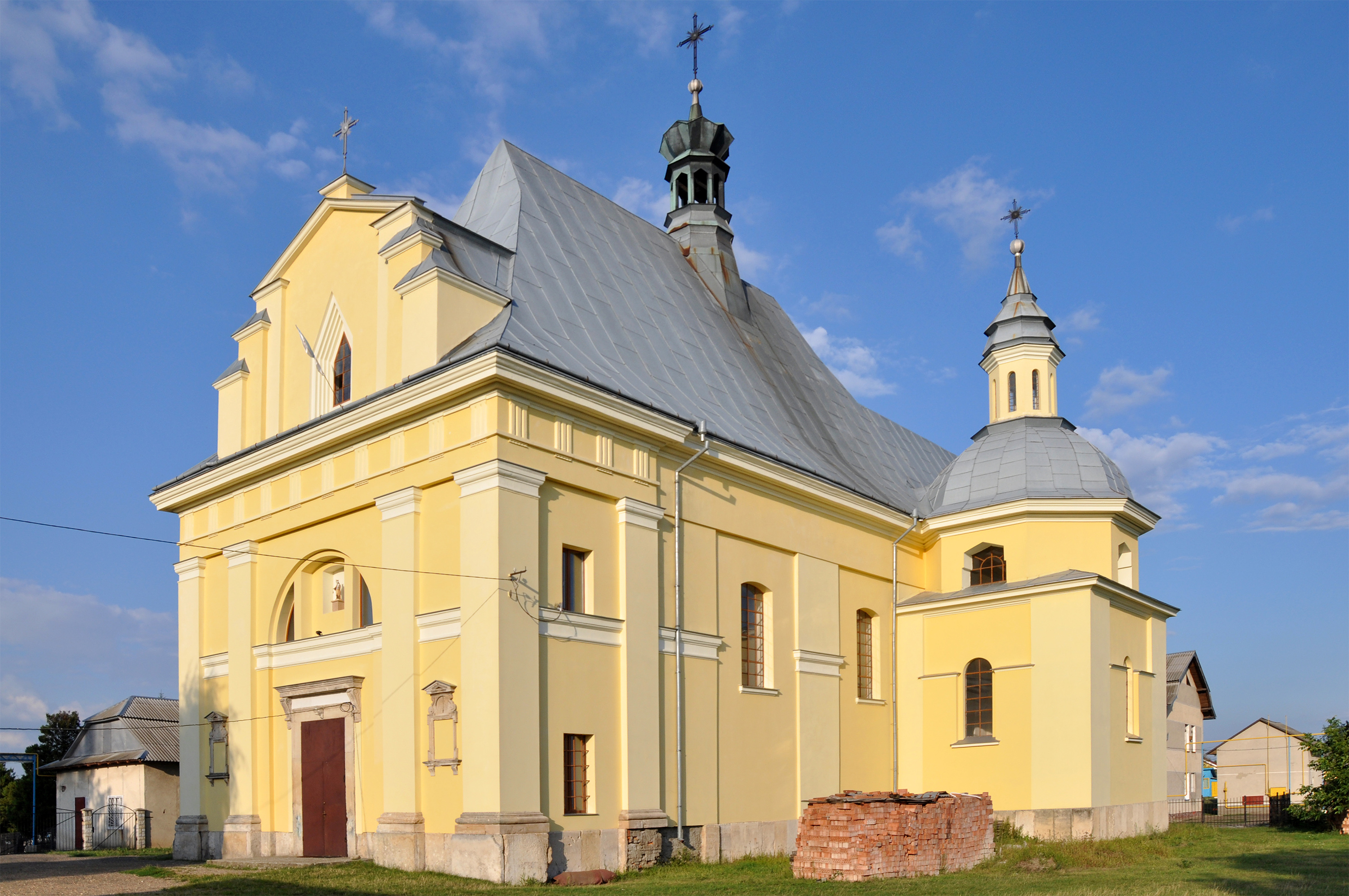
Костел Матері Божої святого скапулярію
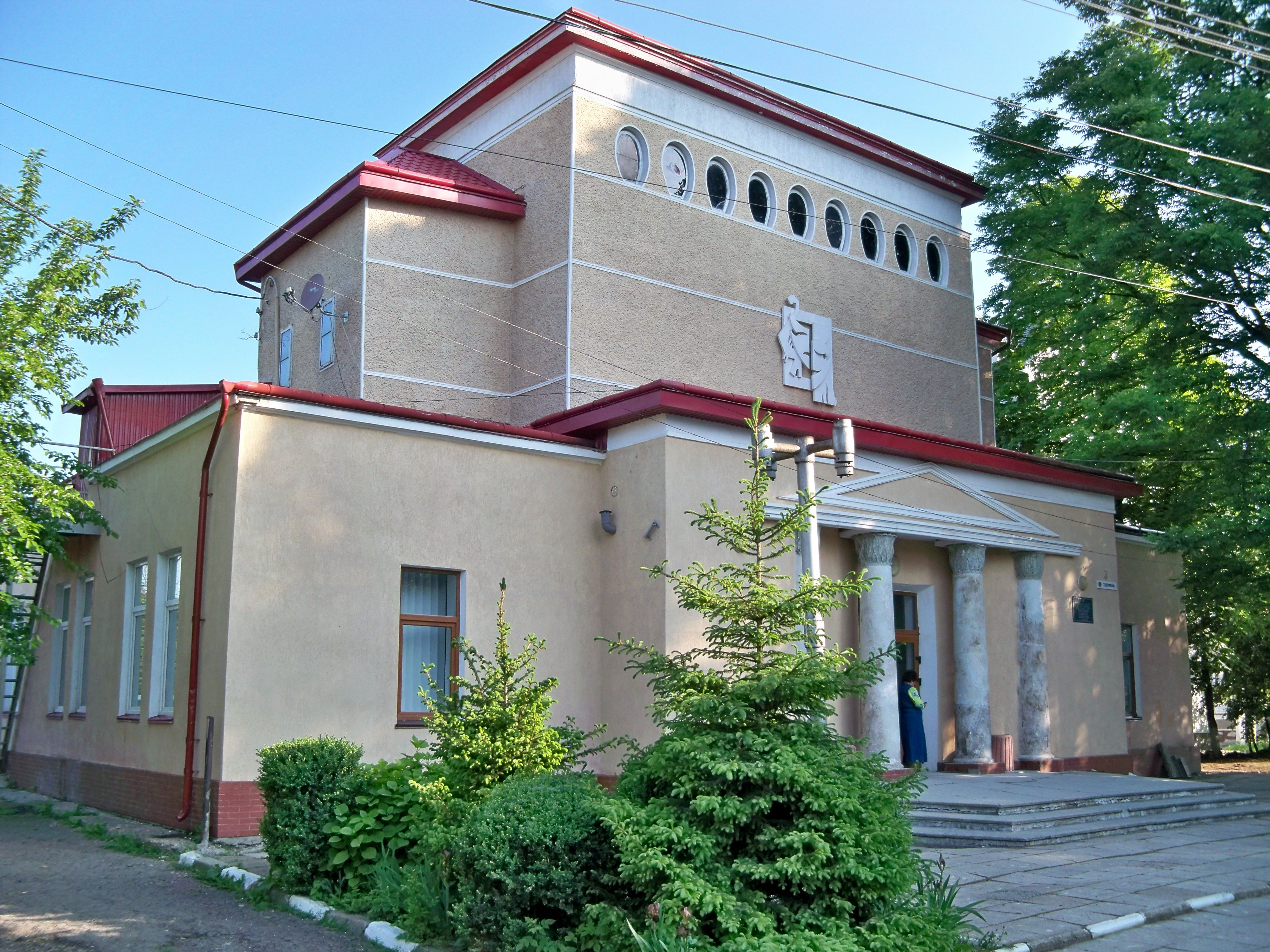
Єврейський театр
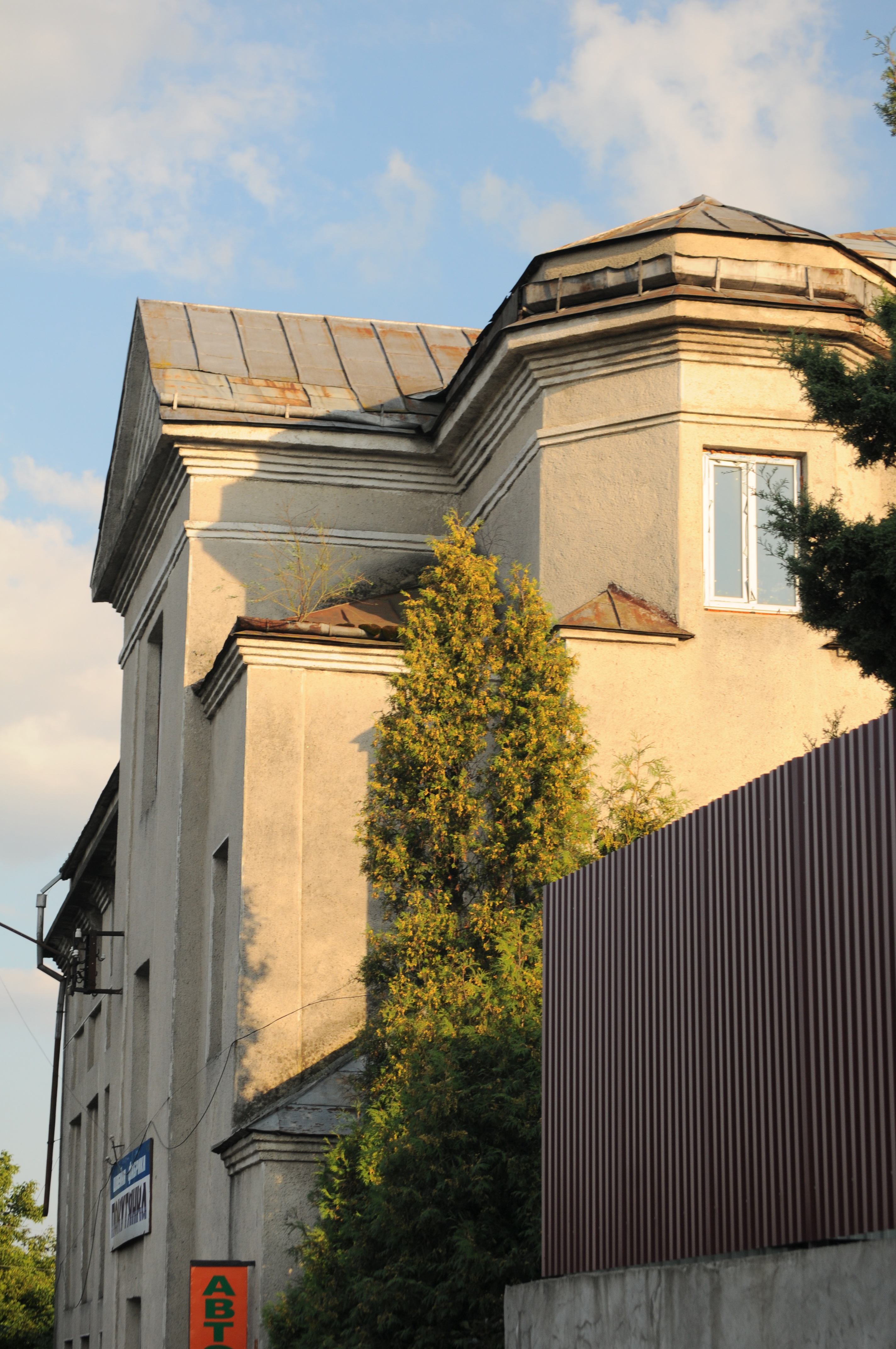
Синагога
Пам'ятник Степану Бандері
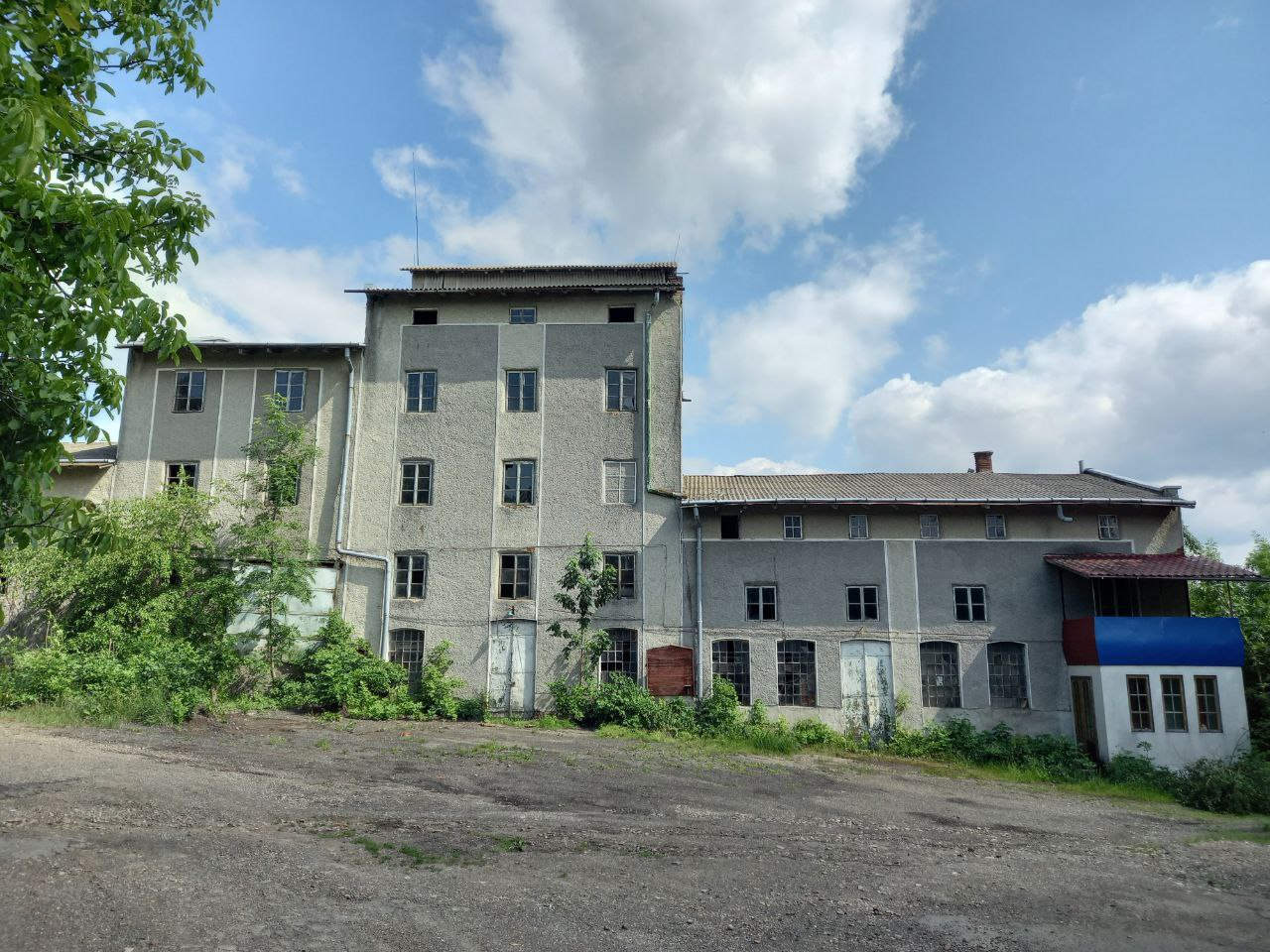
Млин в Микулинцях.
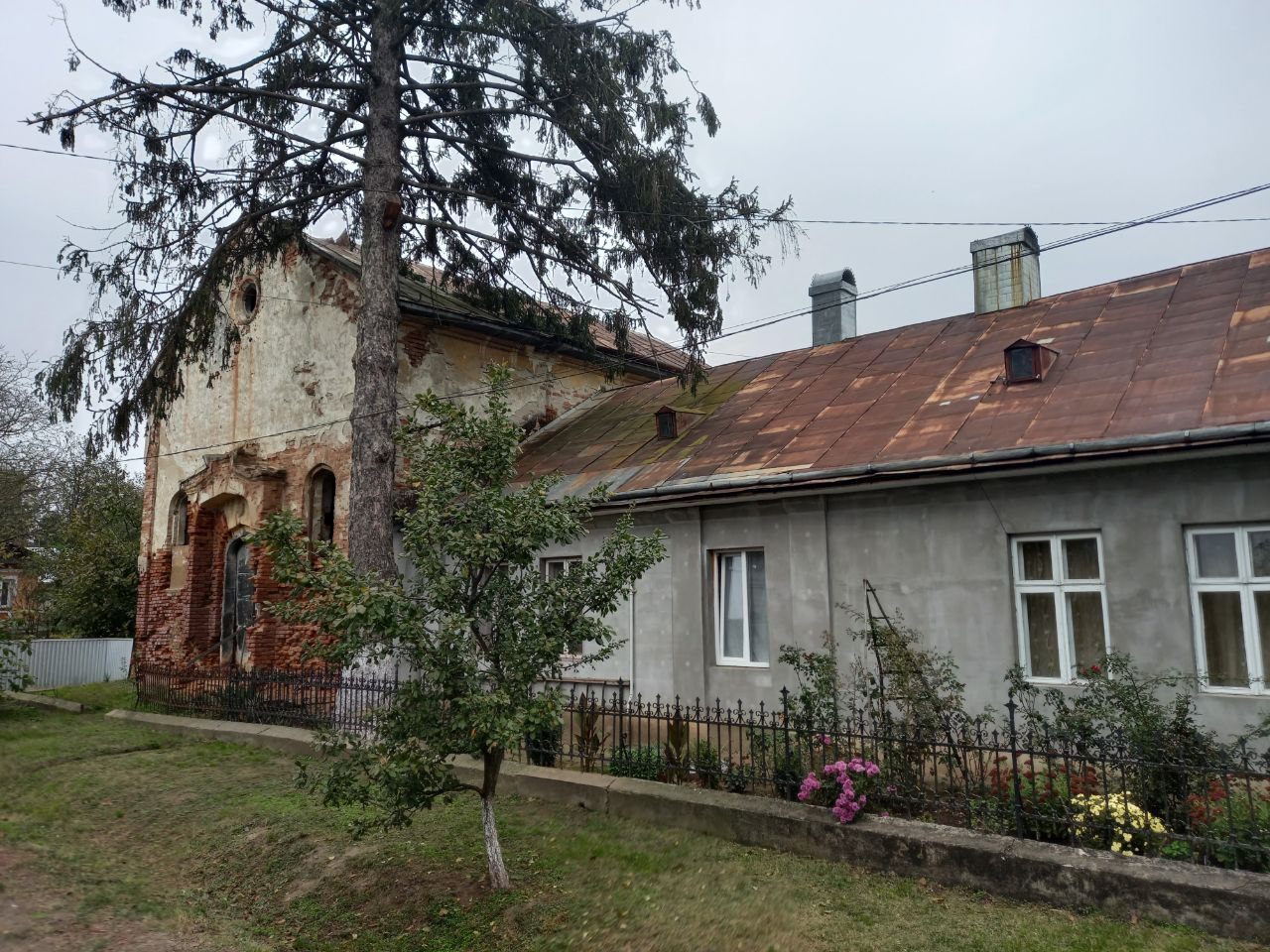
Євангелістська кірха
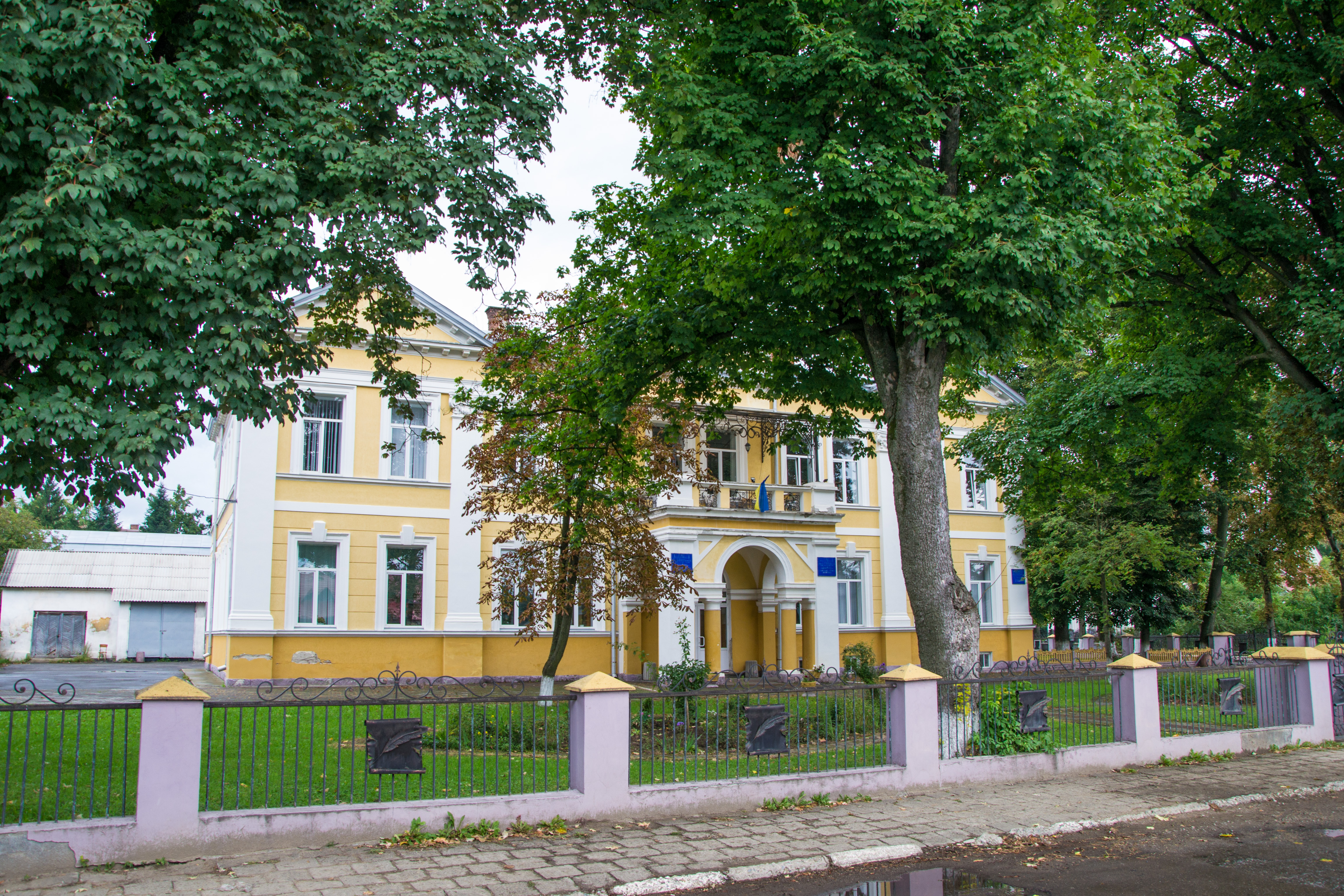
Будівля повітової ради
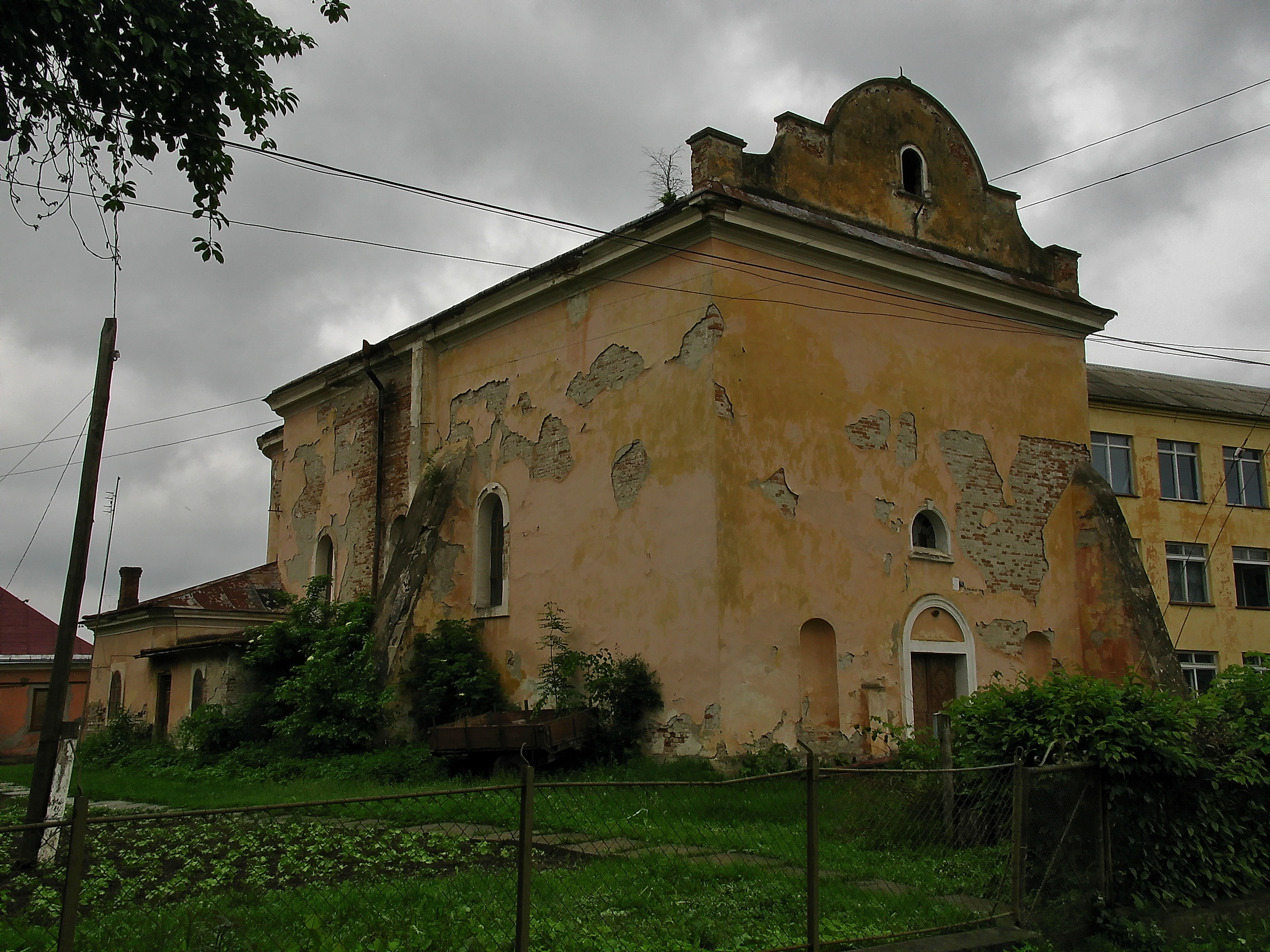
Вірменська церква
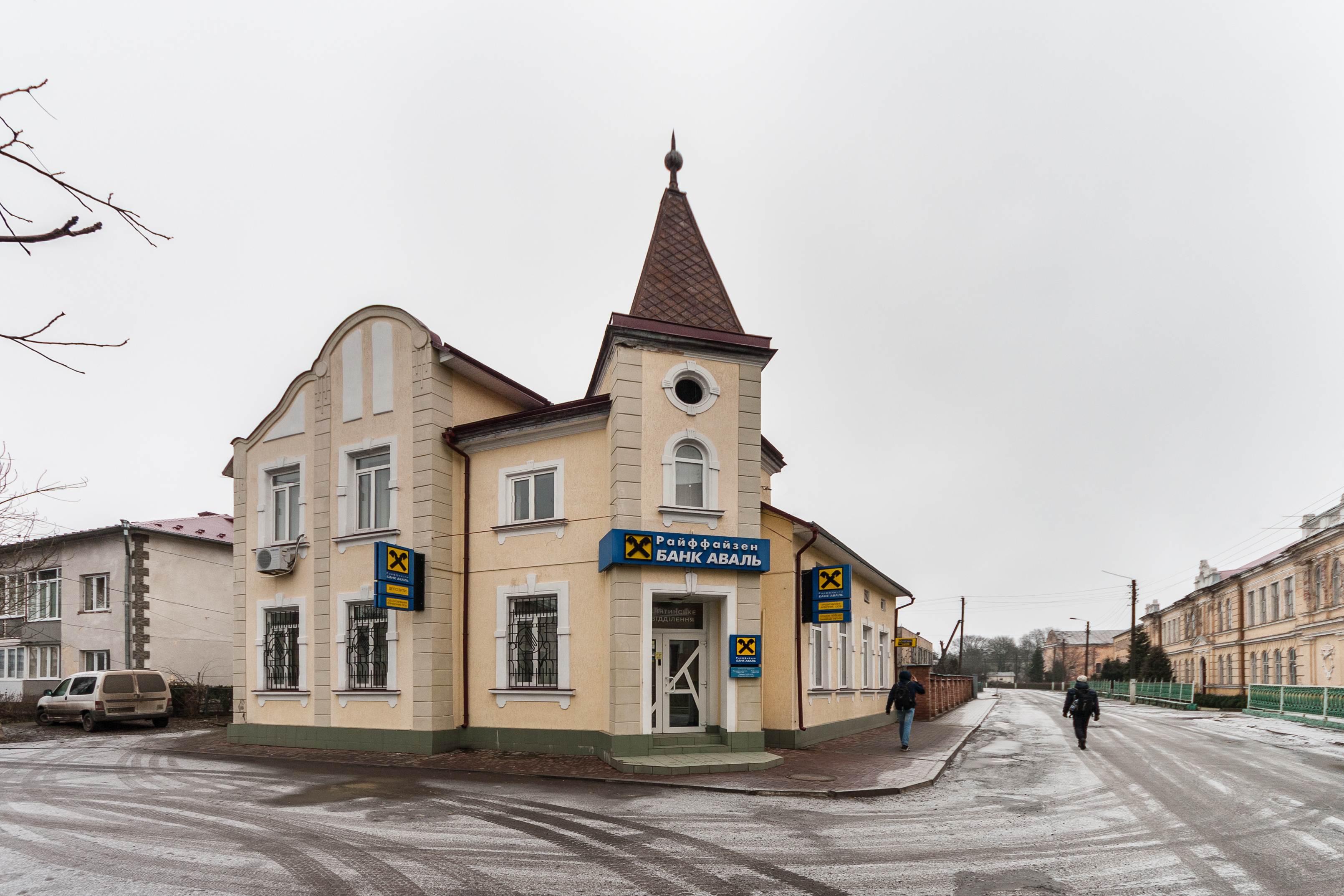
Ательє Ігнація Шміцлера

### Чисельність

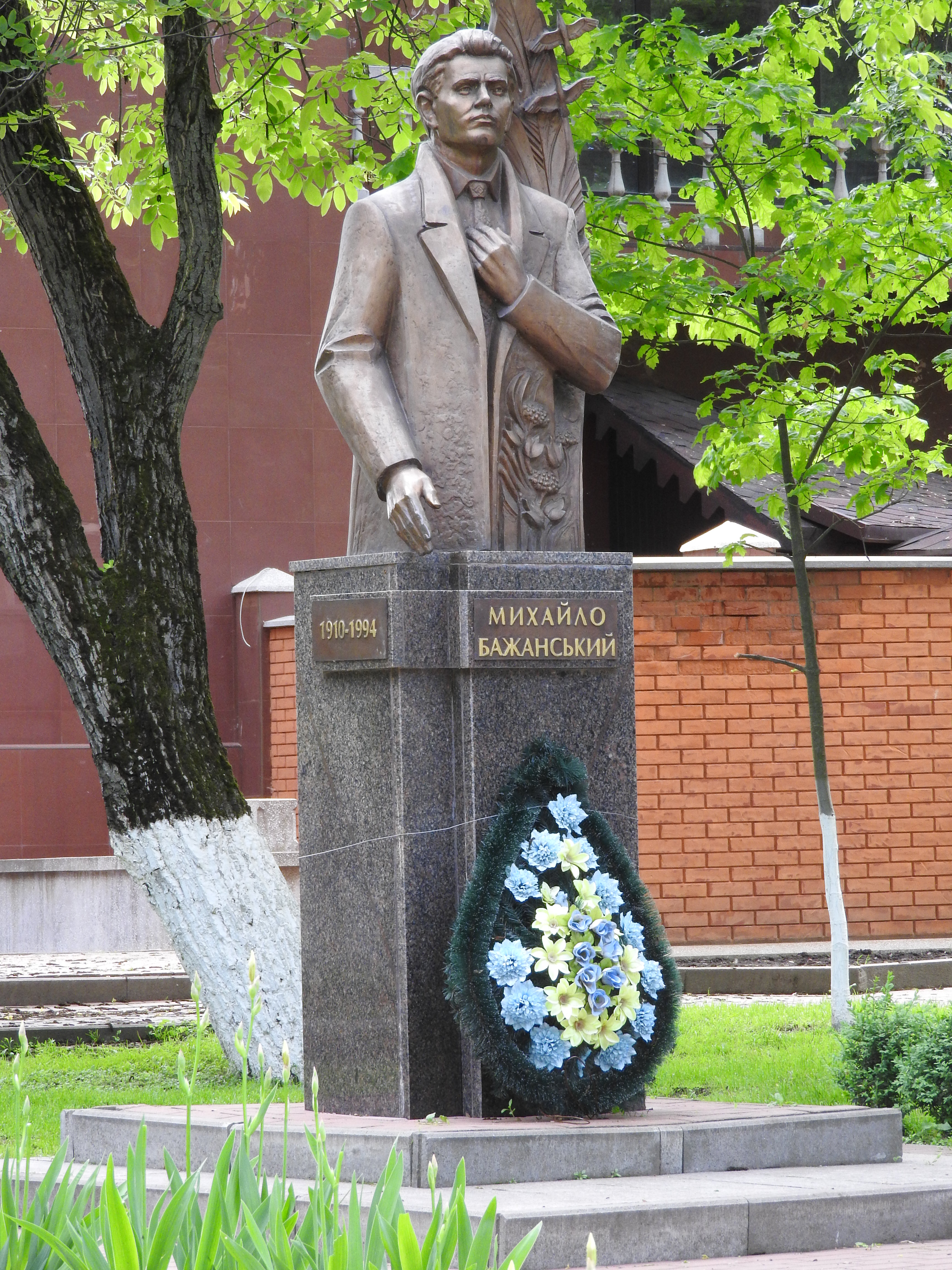
Пам'ятник Михайлові Бажанському

## Населення

### Національний склад
Розподіл населення за національністю за даними перепису 2001 року:
| Національність  | Відсоток |
| --------------- | -------- |
| українці        | 97,98 %  |
| росіяни         | 1,20 %   |
| поляки          | 0,29 %   |
| білоруси        | 0,15 %   |
| інші/не вказали | 0,38 %   |
| Усього          | 100 %    |

### Мовний склад
Розподіл населення за рідною мовою за даними перепису 2001 року:
| Мова            | Кількість | Відсоток |
| --------------- | --------- | -------- |
| українська      | 10079     | 98,72 %  |
| російська       | 94        | 0,92 %   |
| польська        | 13        | 0,13 %   |
| білоруська      | 9         | 0,09 %   |
| вірменська      | 4         | 0,04 %   |
| румунська       | 3         | 0,03 %   |
| єврейська       | 3         | 0,03 %   |
| інші/не вказали | 5         | 0,04 %   |
| Усього          | 10210     | 100 %    |

## Видатні люди
|                                                |  |  |
| Ювілейна монета НБУ присвячена 850-річчю міста |  |  |

### Народжені у Снятині
- Андрусяк Василь — український військовий діяч, полковник Української Повстанської Армії
- Бажанський Михайло — український громадсько-політичний діяч, член УВО, Пласту, письменник, публіцист, краєзнавець.
- Виноградник Василь — командир кулеметної сотні УГА, учасник I Конгресу Українських Націоналістів.
- Гоїв Юліан Іванович (1894—1937) — старшина легіону УСС, поручник 1-ї бригади Українських січових стрільців УГА, пізніше — майор РСЧА, жертва сталінських репресій 1937 року за націоналістичні погляди.
- Гоїв Євген Іванович (1899—1953) — сотник 1-ї бригади УСС УГА, громадський діяч в міжвоєнний час і в еміграції.
- Гоїв Зенон-Ярослав Іванович (1906—1994) — український військовий та громадсько-культурний діяч, член ОУН.
- Ґорук Семен — журналіст, громадський діяч, отаман Легіону Українських Січових Стрільців і Української Галицької армії
- Гуменний Володимир Лук'янович — український художник, графік, Член Національної спілки художників України, академік Міжнародної Академії Модерного Мистецтва, Рим.
- Гуцуляк Борис Володимирович (1943—2009) — український скульптор
- Длужанський Іван — український правник, громадський діяч, посол (депутат) до австрійського Райхсрату
- Зінковська Ірина — співачка, Заслужена артистка України
- Касіян Василь Ілліч — український радянський художник, графік, народний художник СРСР, професор Київського художнього інституту, Герой Соціалістичної Праці
- Карп'юк Марія Василівна — українська художниця, стажувалася у Луврі
- Лукавецький Ярослав Корнилович — український художник зі школи Олекси Новаківського.
- Ніцович Роман — український медик-науковець
- Ніцович Ігор Романович — український медик-науковець
- Ніцович Володимир Михайлович — український фізик-науковець
- Ніцович Богдан Михайлович — український фізик-науковець
- Отто Рікріх — офіцер гестапо, рятівник жителів Снятина від нацистських репресій 1941—1944 рр.
- Романович Марко — український-католицький священик, василіянин, родом з Снятина (Галичина), церковний і громадський діяч у Канаді
- Рубінгер Роман Павлович — скрипаль, довголітній директор Коломийської музичної школи.
- Самуляк Надія Іванівна (* 1945) — український тележурналіст.
- Степанков Роман — український футболіст, нападник
- Турин Роман — український живописець, портретист, громадський діяч, а також український-католицький священик, василіянин
- Мордехай Шатнер (1904—1964) — ізраїльський державний і громадський діяч

### Пов'язані зі Снятином
- Наталя Кобринська — письменниця та громадська діячка[19].
- Роман Сімович — композитор.
- Петро Голота — письменник доби Розстріляного Відродження.
- Іван Гоїв — громадський і церковний діяч на Покутті, співзасновник філій товариства «Просвіта», читальні «Скала» та «Боян», диригент церковних і світських хорових ансамблів, дяк церкви Чуда Святого Архистратига Михаїла у Снятині.
- Василь Стефаник — письменник, який народився в селі Русові Снятинського району; на його честь названо ЗОШ № 1 в м. Снятині.
- Марта Вецька — монахиня-шаритка, померла і похована тут[20].
- Іван Ґдуля — професор реальної школи в Снятині, сотник УГА[21].
- Іван Семанюк (Марко Черемшина) — письменник, адвокат, громадський діяч, бургомістр Снятина в 1919 р.
- Мартинець Гнат — повітовий комісар часів ЗУНР, у 1915-17 роках — посадник у Володимирі[22][23].
- Хронович Володимир (19.10.1890 — 20.11.1973) — січовий стрілець, письменник, громадський діяч та видатний освітянин на Снятинщині в другій половині XX ст.
- Василь Порайко (12.10.1888 — 25.10.1937) — український радянський діяч, який в 1912—1914 рр. проживав в Снятині.

### Перебували
- Станіслав Єзерський — бакеуський єпископ РКЦ, до міста переніс свою резиденцію через політичну ситуацію.
- Карл I Габсбург — останній австро-угорський імператор, який часто відвідував Снятин в 1910-х рр.
- Василь Вишиваний — відвідував Снятин в 1917 році.

### Снятинські старости
- Міхал «Мужило» Бучацький
- Міхал Бучацький (син «Мужила»)[24]
- Міхал, Станіслав, Ян (нероздільні) — сини Давида Бучацького[24]
- Миколай Язловецький
- Миколай Зебжидовський — рокошанин
- Михайло Зебжидовський — внук Миколая Зебжидовського (дружина Маріанна зі Жмигроду Стадніцка)[25]
- Мальхер Зебжидовський — староста коломийський[26]
- Пйотр Потоцький — 3-й син Станіслава Потоцького[27]